# Astasierung
Astasierung (astatisch, griech. ástatos: unbeständig) ist ein Verfahren zur Beseitigung der Einwirkung elektrischer und magnetischer Störfelder bei Präzisionsmessgeräten und Empfindlichkeitssteigerung von rotatorischen Feder-Gravimetern.

## Verfahrensprinzip
Bei Feder-Gravimetern wird die nichtlineare Beziehung zwischen angreifender Schwerkraft und entgegenwirkender Federkraft ausgenutzt. Durch Anpassung der Geometrie wird das statische Gleichgewicht zum astatischen Zustand hin verschoben, so dass sich bei differentieller Schwereänderung die Position der Probemasse stärker ändert.
(Siehe auch: Relativgravimeter)
Zur Aufhebung des Einflusses der Richtkraft des Erdmagnetismus auf eine Magnetnadel wird ein Magnet in der Nähe der Nadel in geeigneter Weise aufgestellt, so dass dessen Richtkraft derjenigen der Erde gleich und entgegengesetzt ist.